# اولگا کراسکو
اولگا کراسکو (انگلیسی: Olga Krasko؛ زادهٔ ۳۰ نوامبر ۱۹۸۱) بازیگر اهل روسیه است.
از فیلم‌های او می‌توان به گامبی ترکی اشاره کرد.